# Хорнсунн (арктична станція)
Хорнсунн (пол. Polska Stacja Polarna, Hornsund) — польська науково-дослідна станція, розташована на узбережжі Гавані Ісбьорн (норв. Isbjørnhamna) фіорду Хорнсунн полярного архіпелагу Шпіцберген.
Станцію побудувала в липні 1957 року в рамках Міжнародного геофізичного року експедиція Польської академії наук під керівництвом геолога, дослідника і альпініста, ветерана польських арктичних експедицій 1930-х років — Станіслава Седліки. Науково-дослідну станцію побудовано протягом трьох літніх місяців.
1978 року станцію модернізовано для цілорічної діяльності. Відтоді Інститут геофізики Польської академії наук є відповідальним за організацію цілорічних і сезонних наукових експедицій на станцію.
Поточні дослідження проводяться в таких сферах:
- Метеорологія — збір даних для синоптичних цілей і для виявлення кліматичних змін;
- Сейсмологія — моніторинг світових землетрусів, вимірювання сейсмічності району архіпелагу Шпіцберген, і реєстрація поштовхів, пов'язаних з динамікою льодовика Ханс;
- Геомагнетизм — реєстрація змін магнітного поля Землі;
- Зондування йоносфери — визначення структури йоносфери з використанням ріометричних вимірювань для визначення структури і коефіцієнта поглинання іоносфери;
- Гляціологія — вимірювання динаміки льодовиків, документування спаду льодовика;
- Атмосферна електрика — визначення величини електричного поля Землі і записи її вертикальної складової;
- Екологічний моніторинг — запис кліматичних особливостей і проведення аналізів хімічного накопичення забруднення повітря та води, а також ізотопного складу снігового покриву.

Влітку і взимку станція діє як база для досліджень з геології, геодезії, геоморфології, гляціології, океанології і біології.

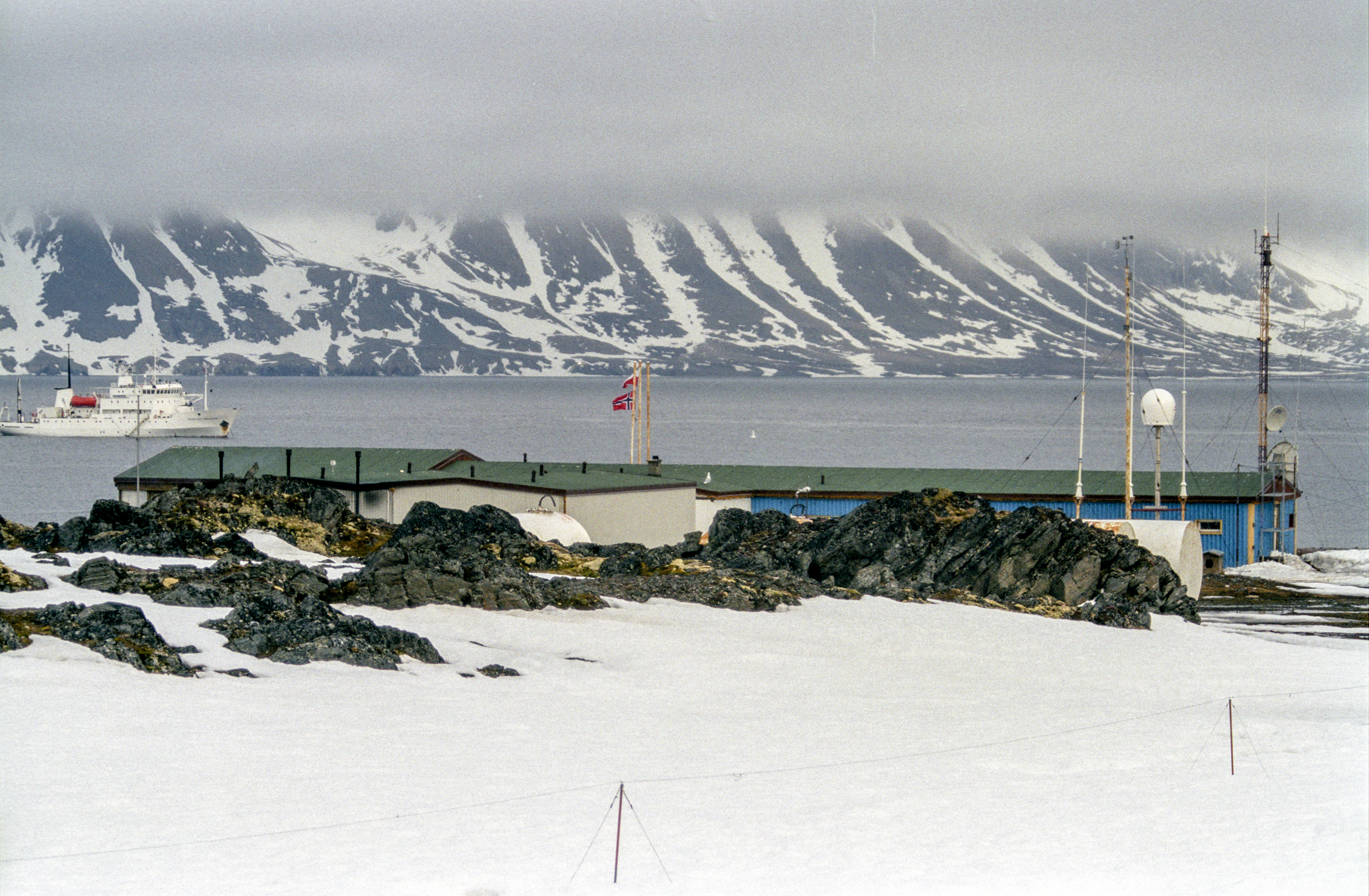
Станція Хорнсунн
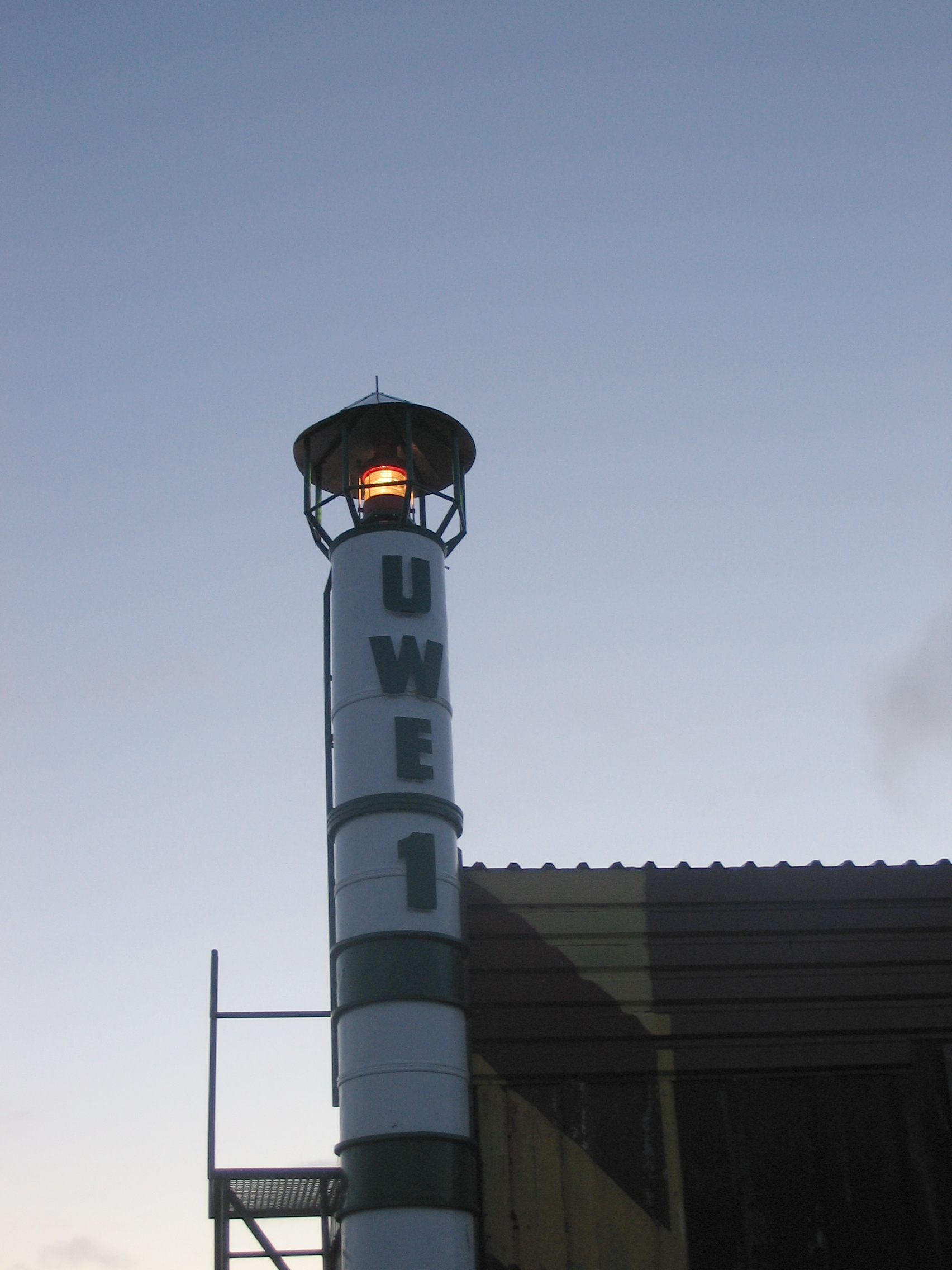
Маяк на станції